# Andrés Iniesta
Iniesta  Luján est un nom espagnol. Le premier nom de famille, en général paternel, est Iniesta ; le second, en général maternel, souvent omis, est Luján.
Andrés Iniesta Luján, né le 11 mai 1984 à Fuentealbilla en Espagne, est un footballeur international espagnol ayant évolué au poste de milieu de terrain du début des années 2000 au milieu des années 2020.
Recruté au centre de formation de la Masia à l’âge de douze ans, Andrés Iniesta fait ses débuts professionnels avec le FC Barcelone lors de la saison 2002-2003. Il remporte dès lors de nombreux trophées dont quatre Ligues des champions, neuf Championnats d'Espagne, trois Supercoupe de l'UEFA et trois Coupes du monde des clubs au sein d'une génération dorée qu'il incarne avec ses coéquipiers Lionel Messi et Xavi. Il succède à ce dernier en tant que capitaine du Barça jusqu'à son départ en 2018. Il achève sa carrière en club à Vissel Kobe au Japon, remportant les trois titres nationaux, puis aux Émirats arabes unis.
À titre individuel, Andrés Iniesta remporte le Prix UEFA du Meilleur joueur d'Europe pour la saison 2011-2012 et de meilleur milieu de terrain pour les saisons 2009-2010 et 2010-2011. Il se classe deuxième du Ballon d'or en 2010, puis troisième en 2012. Au même titre que Xavi, il est considéré comme l’un des meilleurs milieux de terrain de l'histoire du football, en particulier grâce à sa vision du jeu, sa qualité de passe et ses dribbles, permettant de créer de nombreux espaces.
Avec l'équipe d'Espagne, Andrés Iniesta réalise un triplé historique gagnant consécutivement l'Euro 2008, le Mondial 2010 où il est l'unique buteur de la finale face aux Pays-Bas (1-0), et l'Euro 2012 où il est élu meilleur joueur du tournoi. Avec quarante titres officiels, il est ainsi le joueur espagnol le plus titré de l'histoire et l’un des plus titrés de l’histoire du football, toutes nationalités confondues. Il cumule 13 buts et 130 sélections avec la Roja.

## Biographie

### Jeunesse et formation

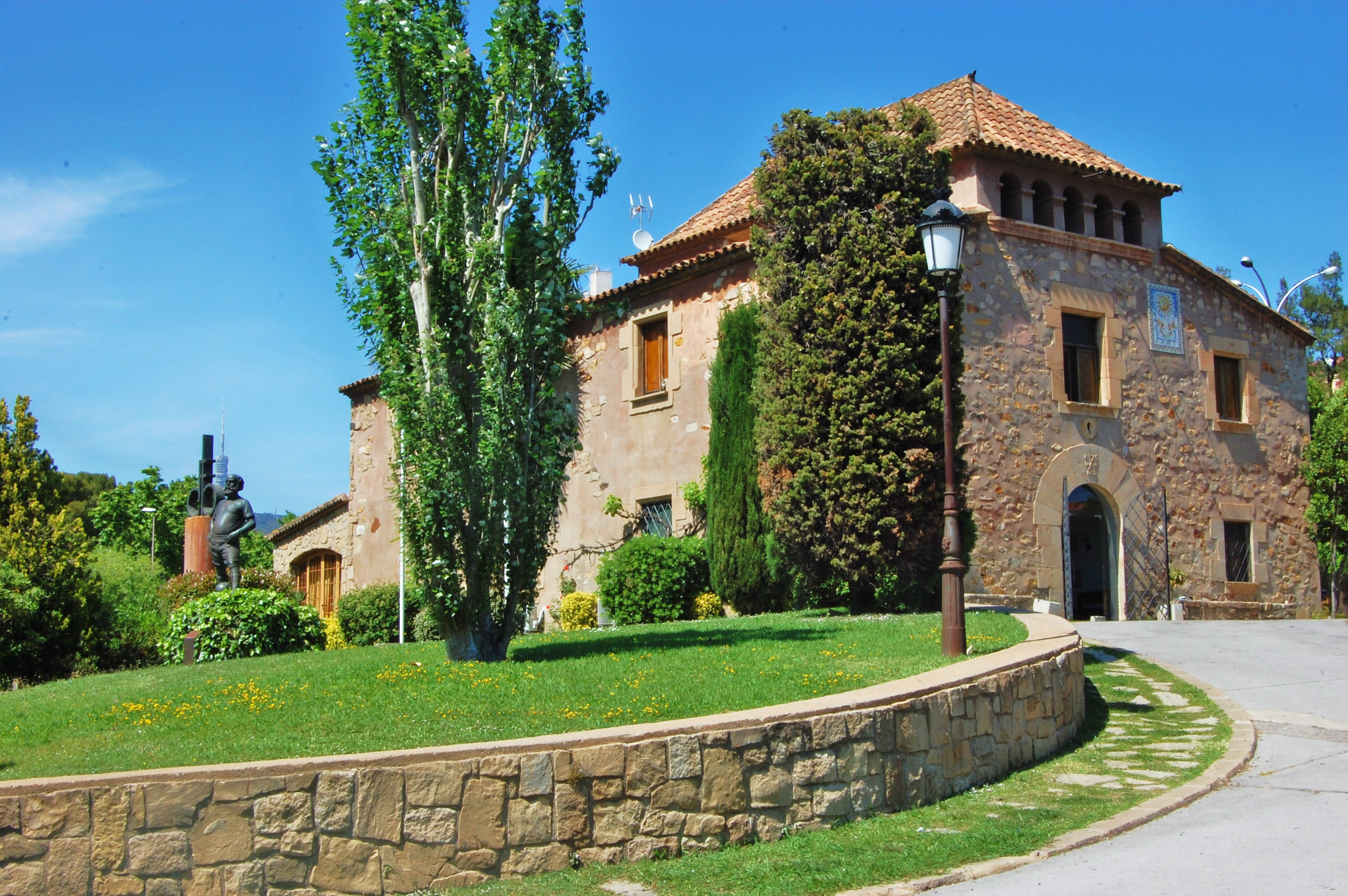
À l'instar de Lionel Messi ou Xavi Hernández, Iniesta est formé à la Masia qu'il intègre en 1996.

Andrés Iniesta Luján naît le 11 mai 1984 à Fuentealbilla, petit village de la province d'Albacete, dans la communauté de Castille-La Manche,.
À 11 ans, Andrés réussit l'examen d'entrée pour rejoindre la catégorie inférieure du club d'Albacete Balompié. À l'été 1996, le tournoi national de football à 7 de Brunete, dirigé par José Ramon De La Morena et remporté par Albacete, le révèle. À l'issue de ce tournoi, Andrés est convoité par le Real Madrid pour faire partie de son équipe. Heureux de l'intérêt qu'on lui porte, Iniesta refuse néanmoins la demande du centre de formation madrilène, car selon son père, l'internat du centre est localisé dans un quartier infréquentable. Le FC Barcelone en profite : il envoie un agent, Enrique Orizaola, qui fait découvrir aux parents d'Andrés les locaux de la Masia. Séduits par le cadre, ils acceptent de laisser partir leur fils en Catalogne. Iniesta dit avoir beaucoup pleuré quand il a été séparé de ses parents pour intégrer la Masia.
Andrés Iniesta rejoint donc à l'automne 1996 le centre de formation du FC Barcelone, avec le soutien de Juan Martínez Vilaseca et d'Oriol Tort, deux responsables de la Masia. Il remporte avec l'équipe cadets du FC Barcelone la Nike Premier Cup en 1999.
En finale, il marque le but de la victoire à la dernière minute, et il est élu meilleur joueur du tournoi, à l'âge de quinze ans. L'idole d'Andrés, Pep Guardiola, lui remet la coupe.

### Carrière en club

#### Des débuts précoces (2001-2004)
En 2000, Iniesta débute avec l'équipe nationale en catégorie des moins de 15 ans, et rejoint les rangs de l'équipe B au début de la saison. Il participe à dix matchs. Le 5 février 2001, à 16 ans, invité par Lorenzo, Iniesta participe à son premier entraînement avec l'équipe première. Cinq jours plus tard, avec l'équipe réserve, il fait ses débuts senior en étant titularisé par Josep Maria Gonzalvo lors d'un match nul 0-0 contre Figueres en Segunda División B. Iniesta a disputé dix rencontres à la fin de la saison 2000-2001.
C'est durant la saison 2001-2002 qu'Iniesta va prendre de l'importance dans l'antichambre du Barça en cumulant trente rencontres de championnat pour deux réalisations. Le jeune milieu de terrain inscrit son premier but en carrière le 5 février 2002 qui permet aux siens de s'imposer 0-1 au CD Logroñés. Barcelone finit sacré champion de Segunda División B à l'issue de cette saison. Âgé de 18 ans, il parvient à convaincre son entourage de quitter Fuentealbilla pour emménager en Catalogne. En compagnie de trois autres coéquipiers de l'équipe réserve, Víctor Valdés, Oleguer et Fernando Navarro, il est promu en équipe première du FC Barcelone dès l'été 2002. Iniesta entame néanmoins l'exercice 2002-2003 avec la réserve, marquant trois buts en quatorze matchs, mais son éclosion précoce lui vaut de rapidement côtoyer l'effectif de l'équipe A en cours de saison.
Le 29 octobre 2002, l'entraîneur Louis van Gaal le fait débuter dans l'équipe première, pour une rencontre de Ligue des champions, à Bruges, en Belgique. Van Gaal décide de faire d'Iniesta un simple remplaçant au profit de Riquelme en tant que milieu de terrain axial. Pourtant, il profite de l'absence temporaire de l'Argentin en hiver pour mener l'équipe durant cinq matchs, dont une première en Liga, le 21 décembre 2002, à Majorque, ce qui coïncide avec la première victoire du FC Barcelone à l'extérieur (0-4) ; et une première au Camp Nou, le 5 janvier 2003, face à Huelva (3-0). Au cours de ce match, Iniesta adresse une passe décisive à Fábio Rochemback. Au mois de mars 2003, le nouvel entraîneur du Barça, Radomir Antić, accorde à Iniesta un temps de jeu plus important. Par exemple, il dispute une cinquantaine de minutes en Coupe d'Europe, contre le Bayer Leverkusen (2-0) et Newcastle United (2-0).
Le 16 mars 2003, à Alavés, en Liga, il évolue pendant 30 minutes avant-centre, mais ne marque pas de but. Le 22 avril 2003, le FC Barcelone est éliminé de la Ligue des champions en quart de finale par la Juventus lors des prolongations. Par la suite, le Barça obtient une sixième place en Liga qualificative en Coupe de l'UEFA, le 23 juin 2003, contre le Celta de Vigo (2-0). En somme, 2003 a permis à Iniesta d'effectuer neuf matchs en équipe première (six en Liga et trois en Ligue des champions).
Andrés rejoint définitivement l'équipe première en août 2003. Le 15 octobre 2003, Barcelone obtient une large victoire (8-0) contre le Matador Puchov, en 16e de finale de Coupe de l'UEFA. Iniesta délivre une passe décisive à Javier Saviola.
Le FC Barcelone, se retrouve en milieu de tableau en Liga après une première partie de championnat décevante. Pour tenter d'enrayer cette spirale négative, il obtient le prêt d'Edgar Davids.
Pour son premier match, le Barça bat le Real Zaragoza (3-0). Iniesta en profite pour s'illustrer et offre une passe décisive à Javier Saviola. Le 14 janvier 2004, contre Levante, en huitième de finale de Coupe d'Espagne, Andrés Iniesta inscrit son premier but en équipe première.
Victime d'un choc bénin, il manque le quart de finale où son club est éliminé de la compétition par le Real Zaragoza et ne revient que pour les deux matchs face à Brondby, le 26 février 2004 et le 3 mars 2004, en huitième de finale de la Coupe de l'UEFA, et pour la victoire face à Majorque en Liga, quatre jours plus tard.
Bloqué par Edgar Davids, Andrés assiste depuis le banc à l'élimination du club en Coupe d'Europe face au Celtic FC en quart de finale.
Le 10 avril 2004, à Valladolid, Iniesta marque son premier but dans le championnat espagnol. Au terme de ce championnat, le Barça finit deuxième en Liga à cinq points du champion, Valence.
Lors de cette saison, Iniesta débute véritablement avec l'équipe première, puisqu'il participe à 17 matchs (dont onze en Liga), il inscrit deux buts (un en Coupe d'Espagne et un en Liga).

#### Confirmation et succès collectifs (2004-2006)

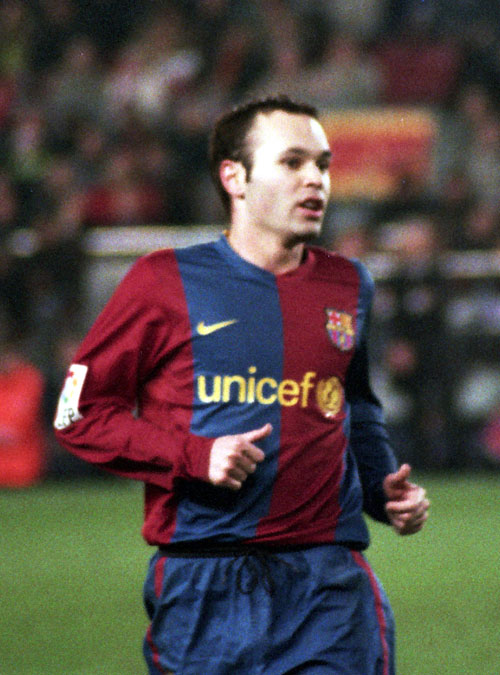
Andrés Iniesta en 2006, sous les couleurs du FC Barcelone.

À l'été 2004, le club est renforcé par des joueurs confirmés tels que Giuly, Deco, Eto'o par exemple. Lors de la préparation d'avant saison, le Barça remporte le Trophée Joan Gamper contre le Milan AC au cours duquel Iniesta inscrit le but de la victoire (2-1).
Le championnat débute par une victoire face au Racing Santander, tout comme en Ligue des champions où il s'impose face au club ukrainien FC Chakhtar. Le 18 novembre 2004, Iniesta paraphe un nouveau contrat de quatre ans, avec une clause libératoire fixée à 60 M€. Le lendemain, il participe face au Real Madrid à son premier Clasico. En décembre 2004, Ludovic Giuly se blesse. Par conséquent, Iniesta est dans le onze initial pendant cinq matchs consécutifs.
En 2005, Andrés Iniesta participe à la victoire en Supercoupe d'Espagne, le 20 août 2005, face au Betis Séville. Pendant cette année, Iniesta a participé à l'intégralité des rencontres de l'équipe (46 matchs), excepté le match contre le Villarreal au mois de mai 2005 en Liga (3-3). Pièce importante de la formation de Frank Rijkaard, il participa à la conquête du titre en 2004-2005, remportée le 14 mai 2005 à Levante (1-1). Sur la scène internationale en revanche, le FC Barcelone, vainqueur au Camp Nou, est éliminé de la Ligue des champions en Angleterre, par Chelsea en huitième de finale. Andrés donna une passe décisive à Ronaldinho.

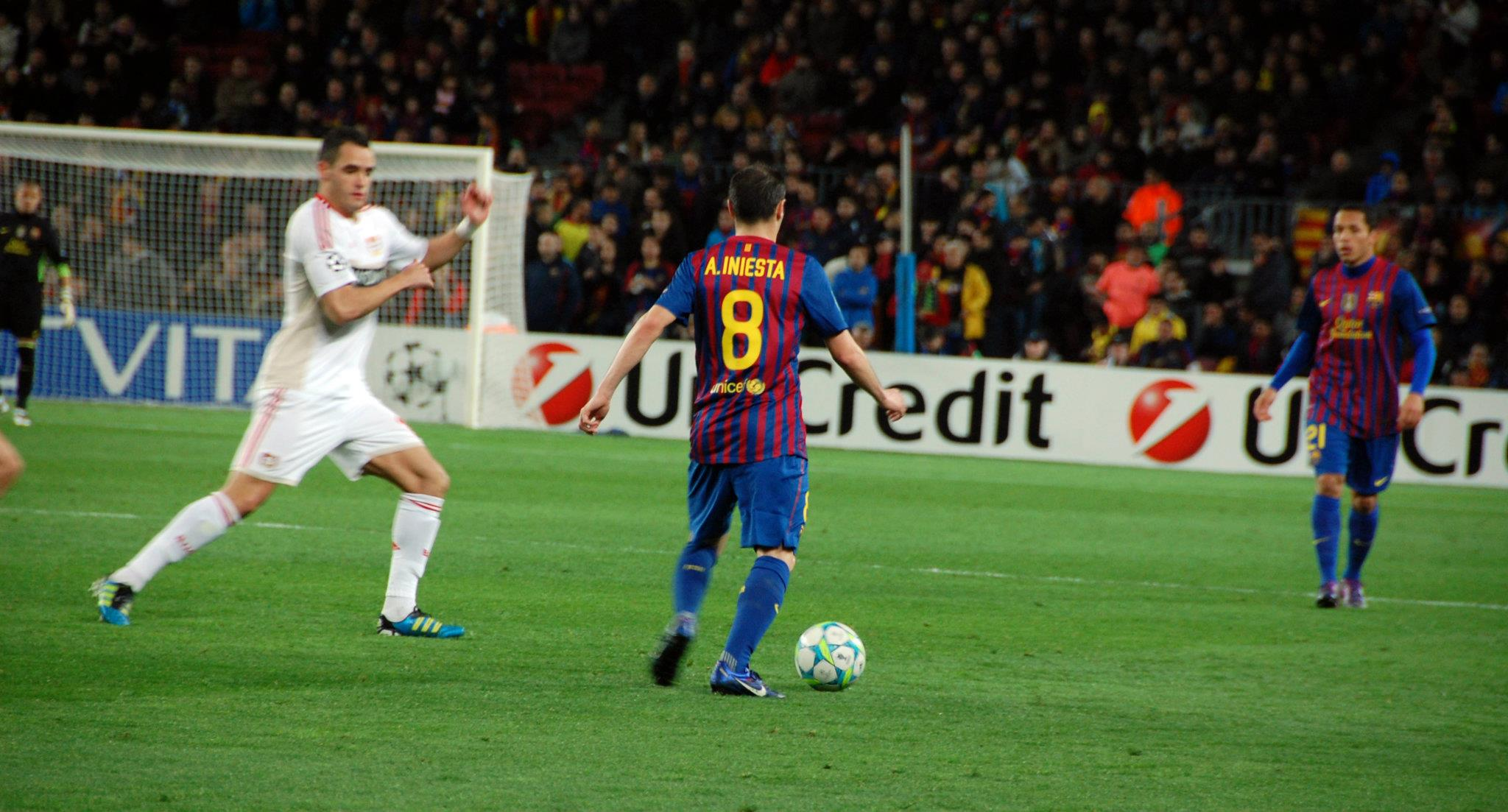
Andrés Iniesta lors d'un match du FC Barcelone.

En outre, la rupture du ligament antérieur du genou droit de Xavi permit à Iniesta d'être titulaire à sa place pour cinq mois, à commencer par le match de Ligue des champions à Udine le 7 décembre 2005 (0-2), ce qui coïncide avec la dixième victoire de rang du club. Iniesta marque le but finale à la 90e minute grâce à un bon débordement d'Ezquerro. Il s'agit de son premier but en Coupe d'Europe.
En Liga, le FC Barcelone obtint une victoire déterminante(1-4) contre le Bétis Séville, au Manuel Ruiz de Lopera. Iniesta donne une passe décisive à Samuel Eto'o. Au mois de novembre 2005, le FC Barcelone bat le Panathinaikos (5-0), en Ligue des champions. Frank Rijkaard déclare publiquement qu'il est un fervent admirateur d'Andrés Iniesta.
Le 1er février 2006, le Real Zaragoza, élimine l'équipe blaugrana de la Coupe du roi, en quart de finale. Le 6 février 2006, l'Atlético Madrid bat le FC Barcelone (3-1), en Liga. Le FC Barcelone est finalement champion d'Espagne, à Celta Vigo grâce à une victoire (0-1). Il participe à la conquête de la Ligue des champions 2006, en jouant face à Chelsea en huitième de finale, Benfica en quart de finale, Milan en demi-finale. Le FC Barcelone est champion d'Europe le 17 mai 2006 contre Arsenal FC, à Paris. Iniesta, entré à la 45e minute et à l'origine du premier but culé marqué par Eto'o (77e), mène l'équipe à la victoire,.
Andrés Iniesta a participé en 2006 à cinquante matchs (dont 33 en Liga et 11 en Coupe d'Europe). Il devient un titulaire régulier du FC Barcelone de Frank Rijkaard.

#### Maturité, victoire en Ligue des champions (2006-2008)
Le FC Barcelone refuse une offre de l'Atletico Madrid le 11 aout 2006 pour un prêt d'Iniesta. Vainqueur de la Supercoupe d'Espagne le 20 août 2006 face à l'Espanyol Barcelone, Andrés a été capitaine de l'équipe qui a remporté le Trophée Joan Gamper 2006 contre le Bayern Munich (victoire 4-0). En revanche, le premier trophée important de la saison échappe au Barça, défait lourdement à Monaco face au Séville FC en Supercoupe de l'UEFA
Pour le premier match de Liga, le FC Barcelone bat le Celta Vigo sur le plus petit des scores. Lors de ce match, Iniesta fut auteur de deux passes décisives pour Lionel Messi et Eidur Gudjohnsen
Les Blaugrana démarrent la Ligue des champions sous les mêmes auspices avec une victoire (5-0) contre le Levski Sofia, au Camp Nou.
Le 14 décembre 2006, le FC Barcelone, champion d'Europe, bat le club mexicain d'América, champion CONCACAF, à Yokohama, en demi-finale de la Coupe du monde des clubs. Iniesta offre une passe décisive à Eidur Gudjohnsen. L'Internacional de Porto Alegre remporte cependant la compétition face aux Blaugranas.
Après une bonne première partie de saison, le Barça est champion d'automne. En Coupe du Roi, il progresse également en l'emportant à La Romareda face à Saragosse, en quart de finale. Iniesta marque un but grâce à un tir de Lionel Messi détourné. L'équipe blaugrana, éliminée par les Aragonais de cette compétition en 2004 et 2006, prend cette fois-ci sa revanche.
Toutefois, le 7 mars 2007, le Barça, vainqueur 0-1 en Angleterre à Anfield, est éliminé en huitième de finale de Ligue des champions par Liverpool FC.
Le 10 mai 2007, le FC Barcelone, vainqueur au Camp Nou avec 3 buts d'avance, est battu lourdement 4 à 0 à Getafe et est donc éliminé en demi-finale de la Coupe du Roi. Il ne leur reste donc plus que la Liga à disputer. 10 jours plus tard, les Blaugranas obtiennent une grande victoire 0-6 au Vicente Calderon contre l'Atlético Madrid, en championnat. Iniesta marque un but grâce à une combinaison avec Eto'o.
Finalement, le Barça finit vice-champion à égalité de points avec le champion le Real Madrid départagés par leurs confrontations directes (2-0 au Bernabéu et 3-3 au Camp Nou).
Le 17 juillet 2007, Frank Rijkaard confie le numéro 8 du club définitivement à Iniesta, après le départ du français Ludovic Giuly pour Rome.
Le lendemain, Marca, affirme que le Real Madrid aurait été prêt à payer 60 millions d'euros pour le transfert de Iniesta qui répond : « Ma volonté a toujours été de rester à Barcelone, de tout mon cœur, mon souhait est de prendre ma retraite au Barca ».
Le 30 août 2007, il remporte le Trophée Joan Gamper contre l'Inter Milan.
Barcelone démarre la Ligue des champions avec une victoire 3-0 contre l'Olympique lyonnais, au Camp Nou. Iniesta, entré en lieu et place de Ronaldinho, donne une passe décisive à Lionel Messi. En Liga, privé de 3 titulaires habituels (Ronaldinho, Eto'o, Carles Puyol), le Barça vient à bout de Zaragoza (4-1) à domicile. Iniesta, aidé par Deco, marque dans le but vide.
Le 28 novembre 2007, en Ligue des champions, le Barça décroche la première place du groupe de manière définitive contre l'Olympique lyonnais (2-2), à Gerland.
Le 1er décembre 2007, en championnat, le Barça échoue lors du derby de la Catalogne (1-1), à Montjuic. Iniesta, aidé par Lionel Messi qui élimine l'intégralité de la défense périco, marque le but culé. Le 14 décembre 2007, Iniesta participa à son 200e match avec l'équipe blaugrana, à Valence. Iniesta fait partie du onze idéal de l'année 2007 en Italie.
Convoité par une multitude de grands clubs en Europe, dont l'ACF Fiorentina, Manchester United, le Real Madrid, ou encore l'Olympique lyonnais, Andrés Iniesta  prolonge avec les culés pour quatre ans le 25 janvier 2008, avec une clause libératoire fixé à 150M €. De plus, Iniesta est à l'origine des buts de Xavi contre Pampelune et Levante au mois de février, qui permettent à l'équipe de remonter à deux points du Real Madrid, leader du championnat espagnol.
Le 23 mars 2008, le Barça est éliminé en demi-finale de la Coupe du Roi par Valence.
Victime d'un pincement au ménisque, Iniesta est de retour lors de la demi-finale de la Ligue des champions contre Manchester United, mais au Camp Nou comme au Théâtre des rêves, Andrés Iniesta a un impact limité. L'équipe culé échoue dans cette compétition et Iniesta, touché au genou, loupe plusieurs matchs de fin de saison comme la défaite au Bernabéu du Real Madrid, contre Majorque, et la rencontre de clôture de la Liga à Murcie.
À vingt-quatre ans, Andrés a participé à cinquante matchs. Le 25 mai 2008, UEFA.Com choisit d'élire Iniesta milieu de terrain du onze-type de la Liga, une équipe mixte. Le Barça, troisième en Liga, voit le Real Madrid être champion à nouveau.

#### Arrivée de Guardiola (2008-2010)
L'été 2008 marque un changement important au Barça. Pep Guardiola, ex-joueur de l'équipe blaugrana formé au club où il a évolué onze ans en équipe première, et entraîneur du FC Barcelone B, prend en main le club à la place de Frank Rijkaard, le 8 mai 2008. Rijkaard alignait Iniesta à différents postes selon les besoins de l'équipe : milieu récupérateur, latéral, milieu relayeur, ailier, ou électron libre avec lui. Pep Guardiola décide de s'appuyer sur les anciennes pratiques de Johan Cruijff, adepte du 4-3-3. Il fait le choix de se séparer de plusieurs joueurs dont Ronaldinho et Deco, de recruter (Gerard Piqué, formé à La Masia et qui évolue à Manchester United par exemple), et de faire monter Pedro et Sergio Busquets en équipe première.

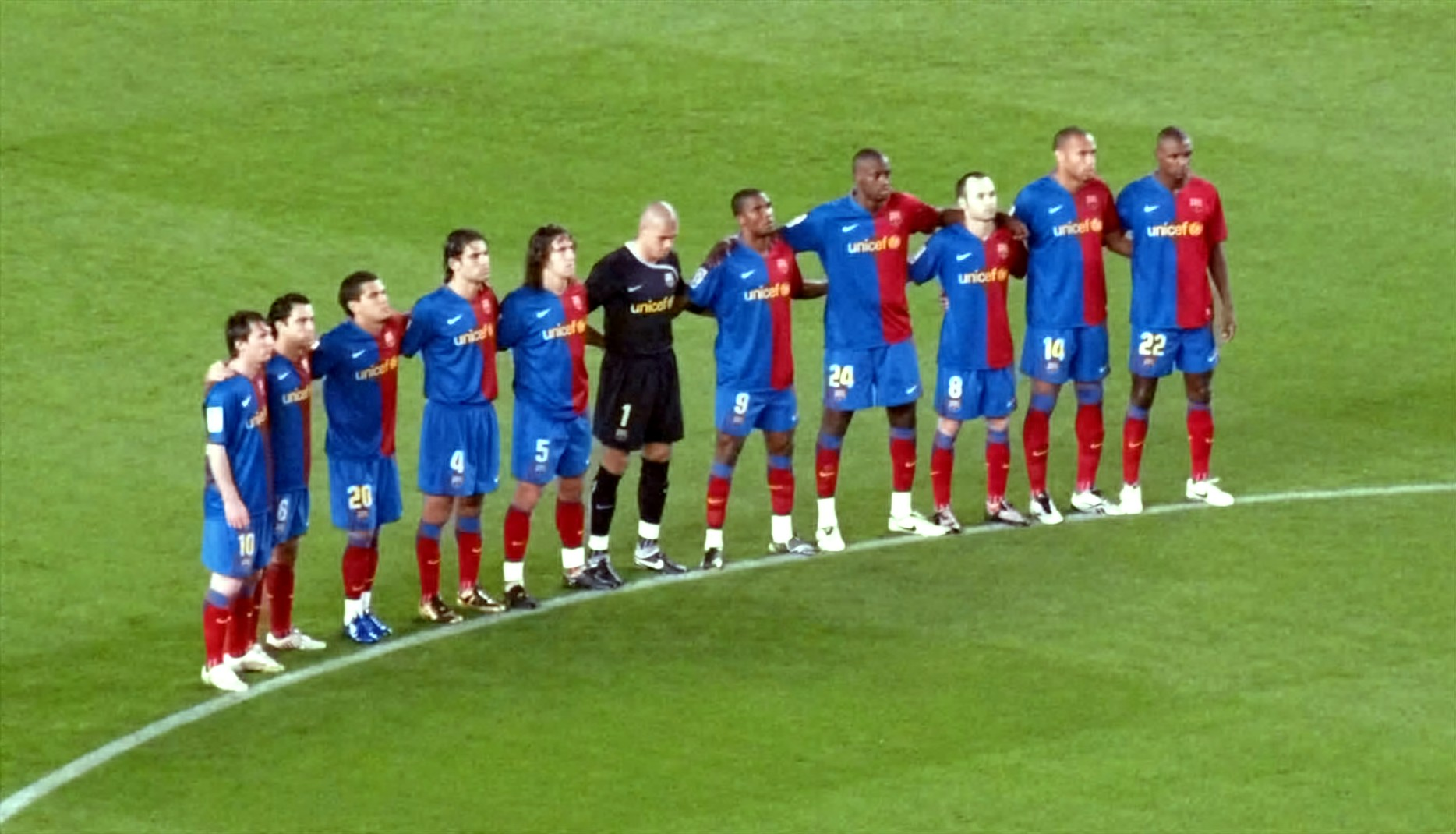
Le FC Barcelone en 2008-2009.

Iniesta évolue régulièrement relayeur gauche au milieu avec Xavi et Sergio Busquets.
Le 13 août 2008, le Barça bat Cracovie 4-0 à domicile, en Ligue des champions.
Vainqueur du Trophée Joan Gamper 2008 face au Boca Juniors, Barcelone démarre la Ligue des champions à domicile, contre le Sporting Portugal (3-1). Iniesta mène le réveil de l'équipe en Liga à El Molinón contre le Sporting Gijon (6-1). Il est l'auteur de deux passes décisives pour Xavi et Lionel Messi.
Le 5 octobre 2008, au Camp Nou, le FC Barcelone bat facilement l'Atletico Madrid (6-1), en championnat. Iniesta donne une passe décisive à Eidur Gudjohnsen.
Victime d'une déchirure bénigne le 4 novembre 2008, contre Bâle, en Ligue des champions, Iniesta manque deux mois de compétition.
Le 5 février 2009, contre Majorque (2-0), en Coupe du Roi, Andrés participe à son 250e match avec le club.
Victime d'une élongation du demi-tendineux gauche le 17 février 2009, à l'entraînement, il manque trois matchs. L'équipe perd deux fois en championnat et frôle la défaite en huitième de finale de Ligue des champions, à Gerland contre l'Olympique lyonnais.
Le 5 mars 2009, il revient dans le groupe à Majorque (1-1), en demi-finale de Coupe du Roi. Six jours plus tard, en huitième de finale de Ligue des champions, à l'origine de deux pénaltys importants en championnat face au Real Betis et à l'Athletic Bilbao, Iniesta réalise un grand match contre l'OL, au Camp Nou. Le 16 mars 2009, Barcelone, qui bénéficie d'un regain de forme, bat l'UD Almeria (0-2), grâce à Andrés Iniesta, impliqué dans les deux buts de Bojan Krkic.
Le 22 mars 2009, le FC Barcelone bat Malaga CF à domicile (6-0), en Liga. Iniesta donne une passe décisive à Dani Alves. Légèrement touché au cours du match, il rate les deux victoires de l'Espagne contre la Turquie.
Le 15 avril 2009, il est convoité par Manchester City qui formule une offre de 39 millions d'euros.
Contre le Séville FC à domicile (4-0), le 22 avril 2009, en championnat, Pep Guardiola décide de ménager Lionel Messi et Carles Puyol, et de privilégier Eto'o et Iniesta. Auteur de trois passes décisives pour Eto'o, Thierry Henry et Xavi et d'une grande performance au milieu, il marque d'un tir de vingt mètres en pleine lucarne. À Valence (2-2), le 29 avril 2009, en championnat, il donne une passe décisive à Lionel Messi.
Le 6 mai 2009, en demi-finale de Ligue des champions, Iniesta marque un but miraculeux à la 93e minute en pleine lucarne, décalé par Lionel Messi, qui qualifie Barcelone contre Chelsea FC à Stamford Bridge. Ce but (0-0, 1-1) lui permet d'acquérir de la notoriété, « Andrésito » devenant « Don Andrés ». Il est cependant victime d'une déchirure bénigne le 10 mai 2009 en Liga, à domicile contre Villarreal (3-3). Ainsi, il loupe la finale de la Coupe du Roi du 13 mai 2009 à Valence contre l'Athletic Bilbao, match gagné 4-1 par le Barça (le 100e titre du club blaugrana).
Le 27 mai 2009, en finale de la Ligue des champions contre Manchester United (2-0) à Rome, Iniesta donne une passe décisive à Eto'o à la 10e minute. Il est l'auteur d'une performance d'un tel niveau que le lendemain, Wayne Rooney, l'avant-centre mancunien, affirme aux tabloïds qu'Iniesta est l'un des meilleurs joueurs au monde. 2008-2009 voit le FC Barcelone devenir la première équipe à remporter à la fois la Liga, la Coupe du roi, et la Ligue des champions en un an.
Le mercato 2009 du FC Barcelone est marqué par le départ du buteur camerounais Eto'o, échangé contre le Suédois de l'Inter Milan Zlatan Ibrahimović. Pedro arrive de manière définitive en équipe première en provenance de la Masia.
Andrés Iniesta, victime d'une déchirure bénigne le 10 mai 2009 contre Villarreal (3-3) en Liga, une blessure déjà présente lors de la finale de la ligue des champions face à Manchester United, doit entamer une période de récupération de 3 mois pour se rétablir.
Il loupe par conséquent avec Barcelone, la tournée en Angleterre et en Amérique, la victoire en Supercoupe d'Espagne le 20 août 2009 contre l'Athletic Bilbao et en Supercoupe de l'UEFA et le match d'ouverture en Liga contre le Sporting Gijon. De retour à l'entraînement avec le groupe barcelonais le 29 août 2009 et de retour à la compétition en Liga à Getafe, il redevient titulaire le 1er octobre 2009 contre le Dynamo Kiev (2-0) en Ligue des champions.
Le 18 octobre 2009, il fait partie des nommés pour remporter le Ballon d'or 2009, en compagnie de Xavi, Zlatan Ibrahimović, Lionel Messi, Thierry Henry et Yaya Touré. Le 25 octobre 2009, en Liga, le FC Barcelone renoua avec la victoire devant Zaragoza (6-1). Iniesta est à l'origine du but d'Ibrahimović, et l'auteur de deux passes décisives pour Seydou Keita et Messi. Le lendemain, à Madrid, il remporta le prix LFP du meneur de jeu de la Liga en 2009.
Le 30 octobre 2009, il est nommé pour le titre de footballeur de l'année FIFA 2009. Le 27 novembre 2009, Iniesta prolonge d'un an le contrat qui le lie au FC Barcelone, avec une clause libératoire de 200 millions d'euros. Andrés finit à la 4e place du Balon de Oro 2009. Le 19 décembre 2009, il remporte à Abou Dabi avec Barcelone, un 6e titre : la Coupe du monde des clubs de la FIFA, devant La Plata (1-3), champion Libertadores, en finale. Il donne une passe décisive à Pedro contre le CF Atlante, champion CONCACAF (1-3), en demi-finale.
À Zurich, membre du FIFA/FIFPro World XI 2009 et du onze idéal de l'année UEFA 2009, Andrés Iniesta finit 4e footballeur de l'année FIFA 2009 avec 134 votes.
À l'origine des trois buts de Lionel Messi à Tenerife (0-5) en Liga, il ne peut empêcher l'élimination du FC Barcelone en Coupe du Roi en huitième de finale par le futur vainqueur : le FC Seville. Le 20 février 2010, pour la réception du Racing Santander (4-0) au Camp Nou, en Liga, il marque son premier but à la 7e minute, bien aidé par un duel aérien loupé entre Thierry Henry et José Ángel.
Victime d'une grave rechute le 13 avril 2010 à l'entraînement, Iniesta rate un mois de compétition, dont l'élimination du FC Barcelone en Ligue des champions le 28 avril 2010 en demi-finale par l'Inter Milan. L'équipe nerazzuri remporte le titre 2 à 0 contre le Bayern Munich, en finale, grâce à un doublé de Diego Milito. Cependant, l'équipe blaugrana empoche un vingtième titre de champion d'Espagne (le 4e pour Iniesta, de retour à la 86e minute) contre Valladolid, le 16 mai 2010, avec un total inédit en Europe de 99 points.
À l'issue de cette saison, le FC Barcelone n'a concédé qu'une défaite en Liga contre l'Atlético Madrid et qu'un match nul à domicile contre Villarreal.

#### Réussites individuelles et collectives (2010-2018)

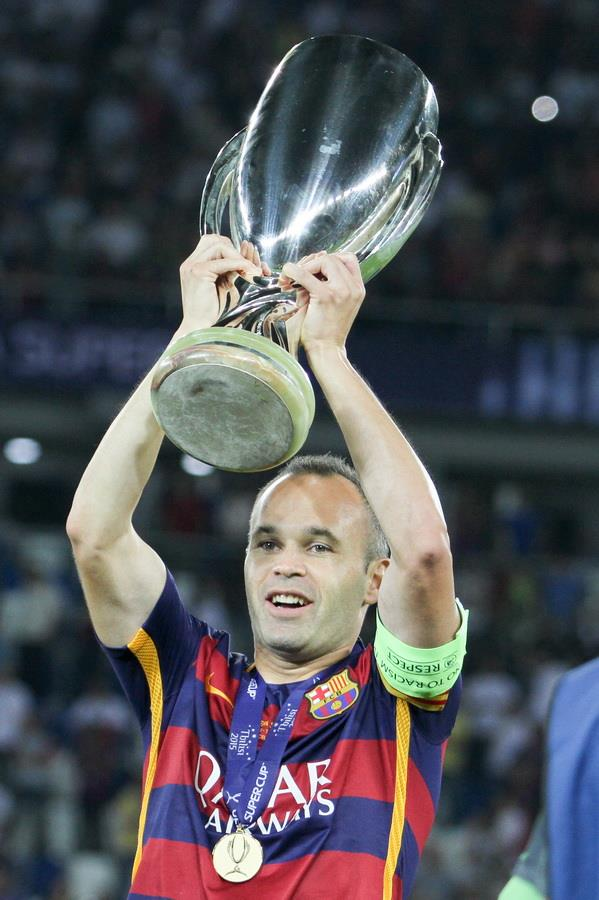
Andrés Iniesta soulevant la Supercoupe de l'UEFA en 2015.

L'été 2010 est marqué par le départ de Zlatan Ibrahimović et de Thierry Henry et l'arrivée de David Villa, récent meilleur buteur de la Coupe du monde, en provenance de Valence. Le 14 août 2010, privé des huit champions du monde et de Lionel Messi, non titulaire, le Barça commence sa saison avec une défaite au Sánchez Pizjuán contre le Séville FC en Supercoupe d'Espagne. L'équipe blaugrana remporte le titre 4 à 0 à domicile avec une passe décisive d'Iniesta pour Lionel Messi notamment.
Le 30 août 2010, en match d'ouverture de la Liga contre le Racing Santander, Iniesta, auteur d'une passe décisive pour Lionel Messi, bénéficie d'un dégagement du gardien adverse et marque un lob de vingt-cinq mètres. Il est également impliqué dans le but de Seydou Keita au stade de San Mamés de Bilbao en championnat.
Le 16 octobre 2010, pour la réception du leader de la Liga, Valence (cinq victoires en cinq matchs), au Camp Nou, il marque le but de la victoire. Le 20 octobre 2010, en Ligue des champions, devant Copenhague à domicile (2-0), il donne une passe décisive à Lionel Messi. Le 13 novembre 2010, face au 3e de la Liga Villarreal (3-1), il donne une passe décisive à David Villa.
Le 20 novembre 2010, le Barça, en grande forme à l'extérieur, humilie Almeria (0-8) en championnat. Andrés Iniesta inscrit le deuxième but. Le 25 novembre 2010, en Ligue des champions, les culés deviennent leader du groupe D de manière définitive grâce à une victoire en Grèce face au Panathinaïkos (0-3). Iniesta, à l'origine du but de Lionel Messi, donne une passe décisive à Pedro. Le 30 novembre 2010, le FC Barcelone anéantit le Real Madrid invaincu de José Mourinho au Camp Nou (5-0) lors du Clásico et reprend la tête du championnat,. Iniesta réalise une première mi-temps aboutie au milieu du terrain, et donne une passe décisive à Xavi.
Le 6 décembre 2010, les trois candidats nommés pour la finale du FIFA Ballon d'or 2010 sont annoncés. Le premier est Xavi Hernández, vingt passes décisives avec le Barça dont quinze en championnat et grand acteur de la conquête du titre de champion. Le métronome a remporté la Coupe du monde avec la Roja et a tenu un rôle important face à l'Allemagne en demi-finale. Le deuxième est Lionel Messi, Pichichi en Liga avec 34 buts et meilleur buteur de la Ligue des champions avec 8 unités. Le 3e est Andrés Iniesta, auteur du but de la victoire en finale de la Coupe du monde avec l'Espagne contre les Pays-Bas. Andrés déclare : « C'est magnifique que trois gamins de Barcelone qui ont grandi au club soient nommés pour ce genre de prix. Cela a une valeur incalculable. » Le 13 décembre 2010, en Liga, le FC Barcelone continue d'impressionner contre la Real Sociedad (5-0), au Camp Nou. Iniesta combine avec Pedro et marque le deuxième but.
Le 8 janvier 2011, au Riazor en championnat, Iniesta marque d'un tir du gauche à l'entrée de la surface de réparation le 3e but des Blaugrana (0-4) face à la Corogne. Le 10 janvier 2011, Lionel Messi remporte le FIFA Ballon d'or 2010 (le premier décerné conjointement par la FIFA et France Football) avec 22,36 % des voix. Andrés Iniesta, grand favori, finit deuxième avec 17,36 % des voix devant son coéquipier Xavi Hernández avec 16,48 %. Le nouveau mode de désignation a été déterminant dans ce choix parce que Messi n'était que 4e pour les journalistes. Le lendemain, en huitième de finale de la Coupe du Roi au Camp Nou face au Betis Séville (5-0), il est auteur de deux passes décisives pour Messi et Keita.
Le 28 mai 2011, Andrés Iniesta remporte sa troisième Ligue des champions avec son club. Il contribue au succès de son équipe avec une passe décisive pour Messi à la 54e minute lors de la finale.
En 2011, Iniesta remporte cinq titres avec le Barça dont le championnat et la Coupe du monde des clubs. Le 10 décembre 2011, Iniesta se distingue particulièrement lors de la victoire (1-3) de son équipe contre le rival madrilène, pour le compte de la 16e journée du championnat. Bien qu'il n'ait pas marqué, sa performance technique (pourcentage de passes réussies, accélérations) est telle qu'il est élu homme du match. Enchaînant les grandes prestations, il ne fait cependant pas partie des trois derniers nommés pour le Ballon d'or 2011. Mais son talent est de plus en plus admiré, à l'image de Juan Román Riquelme qui affirme : «… Mais pour moi, Iniesta est celui qui joue le mieux au foot. »
Le 30 août 2012, il est sacré meilleur joueur en Europe de la saison 2011-2012 par l'UEFA, devant Lionel Messi et Cristiano Ronaldo. Le 7 janvier 2013, il termine à la troisième place du Ballon d'or 2012 remporté par son coéquipier du Barça Lionel Messi pour la quatrième fois consécutive. Le 23 décembre 2013, Andrés Iniesta renouvelle son contrat avec le FC Barcelone jusqu'en 2018. Le 4 août 2015, Iniesta devient le nouveau capitaine du Barça à la suite du départ de Xavi qui avait succédé à Carles Puyol.
Avec 29 trophées officiels, Andrés Iniesta devient le 20 décembre 2015, à la suite de la conquête de la Coupe du monde des clubs, le joueur espagnol le plus titré de l'histoire devant Xavi.
Le 6 octobre 2017, il prolonge son contrat à vie avec le FC Barcelone. Le 27 avril 2018, quelques jours après avoir marqué un but lors de la finale victorieuse de Coupe d'Espagne face au Séville FC (son 31e titre en club), il annonce son départ du Barça après seize saisons en équipe première. Le 20 mai 2018, il joue son dernier match avec Barcelone lors de l'ultime journée du championnat d'Espagne face à la Real Sociedad conclu sur le score de 1-0, victoire donnée par son coéquipier Philippe Coutinho.

#### Départ au Vissel Kobe (2018-2023)
Le 24 mai 2018, Iniesta s'engage avec le club japonais du Vissel Kobe pour une durée de trois ans et hérite du numéro 8,. Il affirme vouloir « contribuer au développement du foot japonais ».
Il joue son premier match sous ses nouvelles couleurs le 22 juillet 2018, lors d'un match de championnat face au Shonan Bellmare. Il entre en jeu à la place de Kazuma Watanabe. Son équipe s'incline par trois buts à zéro ce jour-là. Iniesta marque son premier but avec son nouveau club le 11 août 2018 contre le Júbilo Iwata (victoire 2-1).
Lors de l'édition 2019 de la coupe du Japon, Iniesta se fait notamment remarquer en marquant un but et délivrant une passe décisive lors de la demi-finale contre le Shimizu S-Pulse, le 21 décembre 2019. Il contribue ainsi à la victoire de son équipe par trois buts à un. Il remporte la compétition, jouant la finale qui a lieu le 1er janvier 2020 face à Kashima Antlers. Il est titulaire et son équipe s'impose par deux buts à zéro.
Le 25 novembre 2020, Iniesta marque son premier but en Ligue des champions de l'AFC, contre le Guangzhou Evergrande. Titulaire, il contribue à la victoire de son équipe par trois buts à un.
Le 11 mai 2021, Iniesta prolonge son contrat jusqu'en 2023 avec le Vissel Kobe.
Le 25 mai 2023, le Vissel Kobe annonce le départ d'Andrés Iniesta à travers un communiqué,.

#### Emirates Club (2023-2024)
En août 2023, Andrés Iniesta rejoint le club émirati de l'Emirates Club. Il signe un contrat courant jusqu'en juin 2024 avec une année supplémentaire en option. 
Il marque son premier but pour Emirates Club le 25 août 2023, lors d'une rencontre de championnat face au Ajman Club. Les deux équipes se séparent sur un score nul de quatre buts à quatre ce jour-là.
Le 7 octobre 2024, il annonce sa retraite sportive après 22 ans de compétition au plus haut niveau,,. 

### En équipe nationale

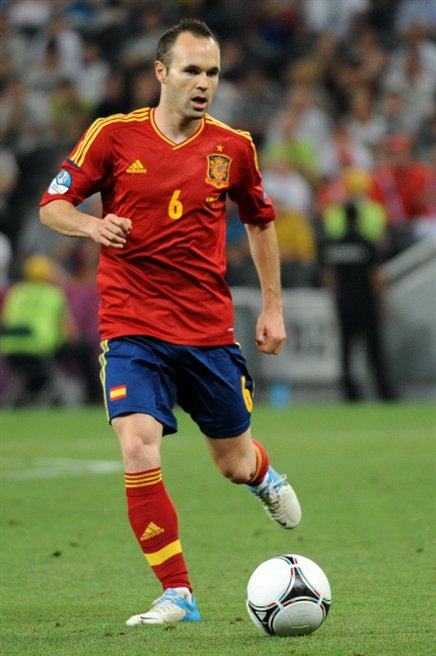
Andrés Iniesta avec l'Espagne lors de l'Euro 2012.

#### De laRojitaà laRoja
Iniesta apparaît véritablement sur la scène internationale en 2001. Il contribue au succès de l'Espagne au championnat d'Europe des moins de 16 ans. Il mène l'équipe nationale des moins de 16 ans à la victoire à l'Euro en Angleterre, remportée le 6 mai 2001 contre la France.
L'année suivante, il est également sélectionné pour le championnat d'Europe des moins de 19 ans. Auteur d'un but lors du premier match avec l'équipe d'Espagne des moins de 19 ans, Iniesta remporte l'Euro, face à l'Allemagne en finale, en Norvège.
Depuis, il est devenu un choix régulier pour l'entraîneur Juan Santisteban.
En 2003, titulaire durant toute la compétition, il marque trois buts, au premier tour face à l'Ouzbékistan (1-0), en quart de finale contre le Canada (2-0), en demi-finale devant la Colombie (1-0), mais échoue en finale contre le Brésil. Il atteint donc la finale du championnat du monde des moins de 20 ans en 2003 aux Émirats arabes unis face au Brésil. Pendant cette compétition avec la Rojita, Iniesta a été nommé capitaine plusieurs fois. Il figure dans l'équipe type de la compétition.
Ensuite, à la surprise de beaucoup, il est appelé pour la Coupe du monde 2006. À vingt-deux ans, le 27 mai 2006, il honore sa première sélection pour la Roja lors d'un match amical contre la Russie. Il débute la Coupe de monde ailier gauche titulaire, au dernier match du premier tour, le 23 juin 2006, face à l'Arabie saoudite (victoire 1-0). L'équipe finit leader du groupe H avec 9 points (3 victoires en 3 matchs), et huit buts marqués, mais échoue en huitièmes de finale contre l'équipe de France d'un Zinédine Zidane en grande forme, à Hanovre.
Iniesta marque son premier but pour l'Espagne dans un match amical contre l'Angleterre le 7 février 2007.

#### Sacré à l'Euro 2008
Iniesta occupe par la suite une place de plus en plus prépondérante, il contribue à la qualification de l'Espagne pour l'Euro 2008, qui se déroule conjointement en Autriche et en Suisse, en marquant des buts importants, contre la Suède notamment.
Par la suite, Iniesta occupe des postes de plus en plus avancés sur le terrain, particulièrement quand l'Espagne évolue à l'extérieur, par exemple contre le Danemark.
Il joue les deux premiers matchs de groupe de l'Espagne et prouve son importance dans l'équipe, fournissant une passe décisive particulièrement notable pour le deuxième but de David Villa contre la Russie.
Il est particulièrement important dans le système de jeu espagnol : le sélectionneur Luis Aragones l'aligne — contrairement aux autres titulaires habituels de l'Espagne — pour le dernier match de groupe contre la Grèce, que l'Espagne remporte 2-1 grâce à une volée de Rubén de la Red et un dernier but tardif de Daniel Güiza.
Lors du quart de finale de la compétition, l'Espagne bat l'Italie au terme d'un match indécis et disputé.
Lors de la demi-finale contre la Russie, il joue les 90 minutes et offre le premier but à son coéquipier du Barça, Xavi. L'Espagne l'emporte par trois buts à zéro. Pour sa prestation, Iniesta est élu homme du match.
Le 29 juin 2008, Iniesta et l'Espagne deviennent champions d'Europe en battant l'Allemagne (1-0). Au terme de la compétition, Iniesta est élu dans le onze idéal de l'Euro 2008.
Iniesta n'a pas participé à la Coupe des confédérations en Afrique du Sud, en raison d'une blessure à la cuisse. L'Espagne est éliminée du tournoi.

#### Décisif à la Coupe du monde 2010
Pour la Coupe du monde 2010, Iniesta marque le deuxième but dans une victoire 2-1 contre le Chili. Il est aussi nommé homme du match. Il est présélectionné pour le Ballon d'or récompensant le meilleur joueur de la compétition en compagnie entre autres de ses coéquipiers du FC Barcelone, Messi et Xavi. Durant le fabuleux parcours de l'Espagne à cette coupe du monde, Iniesta marque l'histoire du football espagnol à tout jamais en marquant lors de la finale dans les dernières minutes des prolongations face aux Pays-Bas. Lors de ce match, il rend hommage au capitaine de l'Espanyol Barcelone, Dani Jarque, mort d'une crise cardiaque en août 2009. À l'issue de la rencontre, qui voit l'Espagne remporter la première Coupe du monde de son histoire, Iniesta est une fois de plus élu homme du match.

#### Confirmation à l'Euro 2012

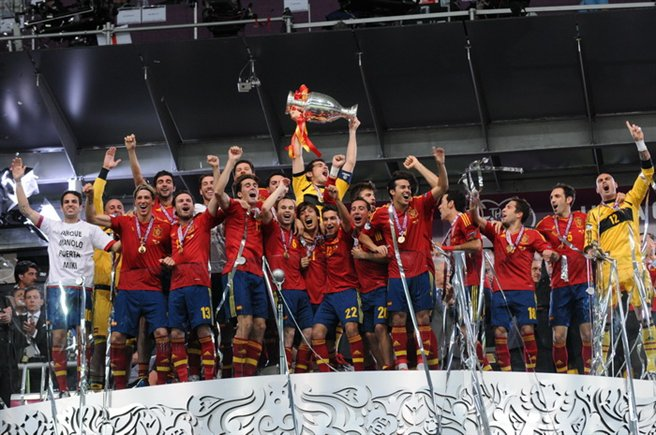
L'Espagne remporte le troisième Championnat d'Europe de son histoire en 2012.

Iniesta poursuit ses bonnes performances sous le maillot de l'Espagne. En effet, on lui a attribué trois fois le titre d'homme du match lors de trois matchs différents. Il a été également choisi comme l'homme du match dans la finale contre l'Italie, que l'Espagne a gagnée (4-0). Iniesta devient  le seul joueur espagnol à gagner la récompense au moins une fois au cours de trois tournois consécutifs de l'Espagne.
Qui plus est, il est élu meilleur joueur de l'Euro 2012 et meilleur joueur de la finale de l'Euro 2012.

#### Finaliste de la Coupe des confédérations 2013
Pour la Coupe des confédérations 2013, Andrés Iniesta transforme son tir au but face à l'Italie en demi-finale. Son équipe s'incline en finale contre le Brésil 3-0. Il est élu 2e meilleur joueur de la compétition, derrière Neymar et devant Paulinho.
En septembre 2013, il devient un des dix joueurs les plus capés de l'histoire de la Roja.

#### Échec à la Coupe du monde 2014
Andrés Iniesta est sélectionné par Vicente del Bosque pour participer à la Coupe du monde 2014. Titulaire lors des trois matchs de poule du groupe B, l'Espagne est éliminée au premier tour.
Le 23 juin 2014, il joue son 100e match avec l'Espagne face à l'Australie lors de la Coupe du monde au Brésil.

#### Succès mitigé à l'Euro 2016
Membre d'une liste provisoire de 25 joueurs espagnols sélectionnés pour disputer l'Euro 2016, il fait partie de la liste définitive de 23 joueurs annoncée le  31 mai.
Andrés Iniesta entame de très bonne façon l'Euro 2016, en étant élu deux fois « homme du match » lors des deux premiers matchs du groupe D. Néanmoins, son équipe s'incline en huitième de finale contre l'Italie sur le score de 2-0.

#### Huitième-de-finaliste de la Coupe du monde 2018 et retraite internationale
Andrés Iniesta aborde sa 4e phase finale de Coupe du monde en participant à celle de 2018 en Russie (après 2006, 2010 et 2014). Il délivre une passe décisive pour Isco lors du troisième match face au Maroc dans le groupe B (nul 2-2). Il ne peut empêcher la défaite de son équipe en huitièmes de finale, face au pays hôte aux tirs au but où Iniesta transforma le sien.
À l'issue de la compétition, il annonce sa retraite internationale après 130 sélections et 13 buts entre 2006 et 2018,. Il est le 4e joueur le plus capé de la sélection espagnole après Iker Casillas, Sergio Ramos et Xavi. Son fait d'arme le plus marquant, est son but en prolongations face aux Pays-Bas lors de la finale de la Coupe du monde de 2010 (victoire 1-0).

## Style de jeu

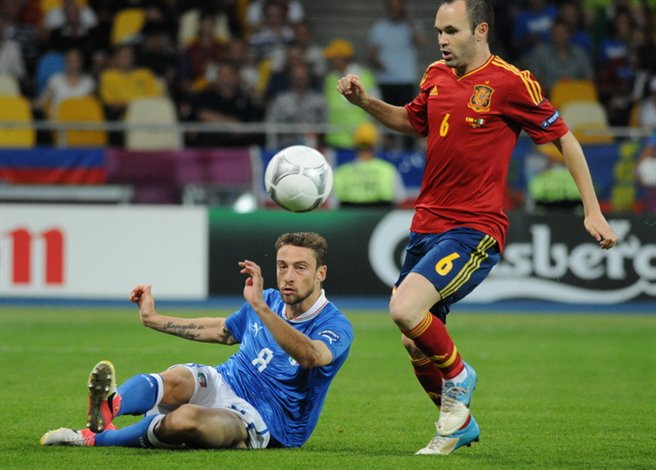
Andrés Iniesta avec la balle en 2012 contre l'Italie.

Iniesta a débuté au poste de milieu de terrain défensif, mais son agilité, alliée à un bon contrôle de la balle, lui permet d’évoluer comme un milieu de terrain offensif, voire comme attaquant. Au-delà de son talent, qui a été découvert à un jeune âge par des recruteurs du FC Barcelone, c'est sa polyvalence et sa créativité qui lui ont permis de se faire une place dans la première équipe du Barça à l'âge de 18 ans. Mais Iniesta est aussi connu pour son intelligence de jeu, ses combinaisons efficaces et créatives, en particulier avec ses coéquipiers du FC Barcelone Messi et Xavi Hernandez,,.
Vicente del Bosque l'a décrit comme un footballeur complet, qui sait attaquer et défendre, et Frank Rijkaard dit de lui qu'il a évolué comme un ailier, un milieu de terrain central, le milieu de terrain offensif ou juste derrière un attaquant, et qu'il était toujours excellent. Vif, rapide et doté d'une excellente vision du jeu, ainsi que d'une bonne technique, il est passé du poste de récupérateur à celui de milieu offensif, voire d'ailier gauche. Louis van Gaal l'utilisa même en tant qu'attaquant de pointe et Frank Rijkaard le faisait jouer sur le flanc droit de l'équipe en soutien de l'avant-centre. Il est considéré comme l'un des meilleurs milieux de terrain de l'histoire.
Il a été utilisé initialement comme un ailier en absence de Juan Román Riquelme et Ronaldinho par Louis van Gaal et Frank Rijkaard respectivement, mais s'est véritablement imposé sur la scène internationale au niveau de la ligne moyenne centrale à côté ou au lieu de Xavi, tant au club qu'au niveau international. Iniesta est un joueur connu pour son dribble et sa vision de jeu. Comme beaucoup de joueurs du FC Barcelone, comme Pep Guardiola, Xavi et Iván de la Peña, Iniesta fait preuve de créativité, d'intuition et d'esprit d'invention pour essayer de contrôler le milieu de terrain et de dicter le tempo de son équipe. D'après son ex-coéquipier Giovanni van Bronckhorst, Iniesta a une interaction spéciale avec son ancien coéquipier, Xavi,.
Tout au long de sa carrière de joueur, il est une pièce essentielle de ses équipes. Il marque des buts décisifs pour son club et pour son pays : il joue un rôle déterminant en finale de la Ligue des champions 2006, de la Ligue des champions 2009, de la Ligue des champions 2011 et de la Ligue des champions 2015 , ainsi que lors de la finale de la Coupe du monde de football de 2010 et l'Euro 2012.
Iniesta est le seul joueur à avoir été homme du match en finale de Coupe du Monde (2010), Ligue des champions (2015), Euro (2012), Coupe du Roi (2012), Supercoupe d'Espagne (2013), Coupe du monde des clubs (2011).

## Statistiques

### Générales
| Saison                | Club                         | Championnat           | Championnat | Championnat | Championnat | Coupe nationale | Coupe nationale | Coupe nationale | Coupe de la Ligue | Coupe de la Ligue | Coupe de la Ligue | Supercoupe | Supercoupe | Supercoupe | Compétition(s) continentale(s) | Compétition(s) continentale(s) | Compétition(s) continentale(s) | Compétition(s) continentale(s) | Supercoupe UEFA | Supercoupe UEFA | Supercoupe UEFA | Coupe du monde des clubs | Coupe du monde des clubs | Coupe du monde des clubs | Espagne | Espagne | Espagne | Total | Total | Total |
| Saison                | Club                         | Division              | M.          | B.          | P.d.        | M.              | B.              | P.d.            | M.                | B.                | P.d.              | M.         | B.         | P.d.       | Comp.                          | M.                             | B.                             | P.d.                           | M.              | B.              | P.d.            | M.                       | B.                       | P.d.                     | M.      | B.      | P.d.    | M.    | B.    | P.d.  |
| 2000-2001             | FC Barcelone B               | 2ªB                   | 10          | 0           | -           | -               | -               | -               | -                 | -                 | -                 | -          | -          | -          | -                              | -                              | -                              | -                              | -               | -               | -               | -                        | -                        | -                        | -       | -       | -       | 10    | 0     | 0     |
| 2001-2002             | FC Barcelone B               | 2ªB                   | 25+5        | 2+0         | -           | -               | -               | -               | -                 | -                 | -                 | -          | -          | -          | -                              | -                              | -                              | -                              | -               | -               | -               | -                        | -                        | -                        | -       | -       | -       | 30    | 2     | 0     |
| 2002-2003             | FC Barcelone B               | 2ªB                   | 14          | 3           | -           | -               | -               | -               | -                 | -                 | -                 | -          | -          | -          | -                              | -                              | -                              | -                              | -               | -               | -               | -                        | -                        | -                        | -       | -       | -       | 14    | 3     | 0     |
| Sous-total            | Sous-total                   | Sous-total            | 54          | 5           | 0           | 0               | 0               | 0               | 0                 | 0                 | 0                 | 0          | 0          | 0          | -                              | 0                              | 0                              | 0                              | 0               | 0               | 0               | 0                        | 0                        | 0                        | 0       | 0       | 0       | 54    | 5     | 0     |
| 2002-2003             | FC Barcelone                 | Liga                  | 6           | 0           | 1           | -               | -               | -               | -                 | -                 | -                 | -          | -          | -          | C1                             | 3                              | 0                              | 0                              | -               | -               | -               | -                        | -                        | -                        | -       | -       | -       | 9     | 0     | 1     |
| 2003-2004             | FC Barcelone                 | Liga                  | 11          | 1           | 2           | 3               | 1               | 0               | -                 | -                 | -                 | -          | -          | -          | C3                             | 3                              | 0                              | 1                              | -               | -               | -               | -                        | -                        | -                        | -       | -       | -       | 17    | 2     | 3     |
| 2004-2005             | FC Barcelone                 | Liga                  | 37          | 2           | 2           | 1               | 0               | 0               | -                 | -                 | -                 | -          | -          | -          | C1                             | 8                              | 0                              | 2                              | -               | -               | -               | -                        | -                        | -                        | -       | -       | -       | 46    | 2     | 4     |
| 2005-2006             | FC Barcelone                 | Liga                  | 33          | 0           | 4           | 4               | 0               | 0               | -                 | -                 | -                 | 1          | 0          | 0          | C1                             | 11                             | 1                              | 2                              | -               | -               | -               | -                        | -                        | -                        | 5       | 0       | 0       | 54    | 1     | 6     |
| 2006-2007             | FC Barcelone                 | Liga                  | 37          | 6           | 4           | 6               | 1               | 1               | -                 | -                 | -                 | 2          | 0          | 0          | C1                             | 8                              | 2                              | 0                              | 1               | 0               | 0               | 2                        | 0                        | 0                        | 9       | 2       | 2       | 65    | 11    | 7     |
| 2007-2008             | FC Barcelone                 | Liga                  | 31          | 3           | 3           | 7               | 0               | 0               | -                 | -                 | -                 | -          | -          | -          | C1                             | 11                             | 1                              | 1                              | -               | -               | -               | -                        | -                        | -                        | 15      | 2       | 3       | 64    | 6     | 7     |
| 2008-2009             | FC Barcelone                 | Liga                  | 26          | 4           | 8           | 6               | 0               | 1               | -                 | -                 | -                 | -          | -          | -          | C1                             | 11                             | 1                              | 2                              | -               | -               | -               | -                        | -                        | -                        | 6       | 1       | 2       | 49    | 6     | 13    |
| 2009-2010             | FC Barcelone                 | Liga                  | 29          | 1           | 5           | 3               | 0               | 1               | -                 | -                 | -                 | -          | -          | -          | C1                             | 9                              | 0                              | 0                              | -               | -               | -               | 1                        | 0                        | 1                        | 14      | 1       | 4       | 56    | 2     | 11    |
| 2010-2011             | FC Barcelone                 | Liga                  | 34          | 8           | 3           | 5               | 0               | 3               | -                 | -                 | -                 | 1          | 0          | 1          | C1                             | 10                             | 1                              | 6                              | -               | -               | -               | -                        | -                        | -                        | 10      | 1       | 3       | 60    | 10    | 16    |
| 2011-2012             | FC Barcelone                 | Liga                  | 27          | 2           | 9           | 6               | 2               | 1               | -                 | -                 | -                 | 2          | 1          | 0          | C1                             | 8                              | 3                              | 1                              | 1               | 0               | 0               | 2                        | 0                        | 0                        | 13      | 2       | 5       | 59    | 10    | 16    |
| 2012-2013             | FC Barcelone                 | Liga                  | 31          | 3           | 16          | 5               | 2               | 3               | -                 | -                 | -                 | 2          | 0          | 1          | C1                             | 10                             | 1                              | 1                              | -               | -               | -               | -                        | -                        | -                        | 16      | 0       | 3       | 64    | 6     | 24    |
| 2013-2014             | FC Barcelone                 | Liga                  | 35          | 3           | 7           | 6               | 0               | 1               | -                 | -                 | -                 | 2          | 0          | 0          | C1                             | 9                              | 0                              | 3                              | -               | -               | -               | -                        | -                        | -                        | 13      | 1       | 2       | 65    | 4     | 13    |
| 2014-2015             | FC Barcelone                 | Liga                  | 24          | 0           | 1           | 7               | 3               | 2               | -                 | -                 | -                 | -          | -          | -          | C1                             | 11                             | 0                              | 5                              | -               | -               | -               | -                        | -                        | -                        | 4       | 0       | 0       | 46    | 3     | 8     |
| 2015-2016             | FC Barcelone                 | Liga                  | 28          | 1           | 2           | 4               | 0               | 1               | -                 | -                 | -                 | 2          | 0          | 0          | C1                             | 7                              | 0                              | 0                              | 1               | 0               | 0               | 2                        | 0                        | 1                        | 9       | 1       | 1       | 53    | 2     | 5     |
| 2016-2017             | FC Barcelone                 | Liga                  | 23          | 0           | 3           | 5               | 0               | 0               | -                 | -                 | -                 | 1          | 0          | 0          | C1                             | 8                              | 1                              | 1                              | -               | -               | -               | -                        | -                        | -                        | 6       | 0       | 0       | 43    | 1     | 4     |
| 2017-2018             | FC Barcelone                 | Liga                  | 30          | 1           | 2           | 5               | 1               | 0               | -                 | -                 | -                 | 1          | 0          | 0          | C1                             | 8                              | 0                              | 2                              | -               | -               | -               | -                        | -                        | -                        | 13      | 1       | 5       | 57    | 3     | 9     |
| Sous-total            | Sous-total                   | Sous-total            | 442         | 35          | 72          | 73              | 10              | 14              | 0                 | 0                 | 0                 | 14         | 1          | 2          | -                              | 135                            | 11                             | 27                             | 3               | 0               | 0               | 7                        | 0                        | 2                        | 131     | 13      | 29      | 805   | 70    | 146   |
| 2018                  | Vissel Kobe                  | J. League             | 14          | 3           | 3           | 1               | 0               | 0               | -                 | -                 | -                 | -          | -          | -          | -                              | -                              | -                              | -                              | -               | -               | -               | -                        | -                        | -                        | -       | -       | -       | 15    | 3     | 3     |
| 2019                  | Vissel Kobe                  | J. League             | 23          | 6           | 6           | 2               | 1               | 1               | -                 | -                 | -                 | -          | -          | -          | -                              | -                              | -                              | -                              | -               | -               | -               | -                        | -                        | -                        | -       | -       | -       | 25    | 7     | 7     |
| 2020                  | Vissel Kobe                  | J. League             | 26          | 4           | 6           | 0               | 0               | 0               | 1                 | 0                 | 0                 | 1          | 0          | 1          | ACL                            | 6                              | 2                              | 3                              | -               | -               | -               | -                        | -                        | -                        | -       | -       | -       | 34    | 6     | 10    |
| 2021                  | Vissel Kobe                  | J. League             | 23          | 6           | 4           | -               | -               | -               | 4                 | 1                 | 0                 | -          | -          | -          | -                              | -                              | -                              | -                              | -               | -               | -               | -                        | -                        | -                        | -       | -       | -       | 27    | 7     | 4     |
| 2022                  | Vissel Kobe                  | J. League             | 24          | 2           | 3           | 1               | 0               | 0               | 1                 | 0                 | 0                 | -          | -          | -          | ACL                            | 1                              | 1                              | 0                              | -               | -               | -               | -                        | -                        | -                        | -       | -       | -       | 27    | 3     | 3     |
| 2023                  | Vissel Kobe                  | J. League             | 4           | 0           | 0           | -               | -               | -               | 2                 | 0                 | 0                 | -          | -          | -          | -                              | -                              | -                              | -                              | -               | -               | -               | -                        | -                        | -                        | -       | -       | -       | 6     | 0     | 0     |
| Sous-total            | Sous-total                   | Sous-total            | 114         | 21          | 22          | 4               | 1               | 1               | 8                 | 1                 | 0                 | 1          | 0          | 1          | -                              | 7                              | 3                              | 3                              | 0               | 0               | 0               | 0                        | 0                        | 0                        | 0       | 0       | 0       | 134   | 26    | 27    |
| 2023-2024             | Emirates Cultural Sport Club | UAE Pro League        | 20          | 5           | 1           | 1               | 0               | 0               | 2                 | 0                 | 0                 | -          | -          | -          | -                              | -                              | -                              | -                              | -               | -               | -               | -                        | -                        | -                        | -       | -       | -       | 23    | 5     | 1     |
| Total sur la carrière | Total sur la carrière        | Total sur la carrière | 630         | 66          | 93          | 78              | 11              | 15              | 10                | 1                 | 0                 | 15         | 1          | 3          | -                              | 142                            | 14                             | 30                             | 3               | 0               | 0               | 7                        | 0                        | 2                        | 131     | 13      | 29      | 1016  | 106   | 172   |

### Buts en sélection
| Buts internationaux de Andrés Iniesta | Buts internationaux de Andrés Iniesta | Buts internationaux de Andrés Iniesta | Buts internationaux de Andrés Iniesta | Buts internationaux de Andrés Iniesta | Buts internationaux de Andrés Iniesta | Buts internationaux de Andrés Iniesta   |
| 0                                     | Date                                  | Lieu                                  | Adversaire                            | Score                                 | Résultats                             | Compétitions                            |
| ------------------------------------- | ------------------------------------- | ------------------------------------- | ------------------------------------- | ------------------------------------- | ------------------------------------- | --------------------------------------- |
| 1                                     | 7 février 2007                        | Old Trafford, Manchester              | Angleterre                            | 0-1                                   | 0-1                                   | Match amical                            |
| 2                                     | 28 mars 2007                          | Iberostar Estadio, Majorque           | Islande                               | 1-0                                   | 1-0                                   | Éliminatoires Euro 2008                 |
| 3                                     | 8 septembre 2007                      | Laugardalsvöllur, Reykjavik           | Islande                               | 1-1                                   | 1-1                                   | Éliminatoires Euro 2008                 |
| 4                                     | 17 novembre 2007                      | Santiago Bernabéu, Madrid             | Suède                                 | 2-0                                   | 3-0                                   | Éliminatoires Euro 2008                 |
| 5                                     | 15 octobre 2008                       | Stade Roi-Baudouin, Bruxelles         | Belgique                              | 1-1                                   | 2-1                                   | Éliminatoires de la Coupe du monde 2010 |
| 6                                     | 25 juin 2010                          | Loftus Versfeld Stadium, Pretoria     | Chili                                 | 2-0                                   | 2-1                                   | Coupe du monde 2010                     |
| 7                                     | 11 juillet 2010                       | Soccer City, Johannesbourg            | Pays-Bas                              | 1-0                                   | 1-0                                   | Finale Coupe du monde 2010              |
| 8                                     | 12 octobre 2010                       | Hampden Park, Glasgow                 | Écosse                                | 2-0                                   | 3-2                                   | Éliminatoires Euro 2012                 |
| 9                                     | 2 septembre 2011                      | AFG Arena, Saint-Gall                 | Chili                                 | 1-2                                   | 3-2                                   | Match amical                            |
| 10                                    | 29 février 2012                       | Stade La Rosaleda, Malaga             | Venezuela                             | 1-0                                   | 5-0                                   | Match amical                            |
| 11                                    | 30 mai 2014                           | Stade Ramón-Sánchez-Pizjuán, Séville  | Bolivie                               | 2-0                                   | 2-0                                   | Match amical                            |
| 12                                    | 5 septembre 2015                      | Stade Carlos-Tartiere, Oviedo         | Slovaquie                             | 2-0                                   | 2-0                                   | Éliminatoires Euro 2016                 |
| 13                                    | 11 novembre 2017                      | Stade de La Rosaleda, Malaga          | Costa Rica                            | 5-0                                   | 5-0                                   | Match amical                            |

## Palmarès

### En sélection nationale

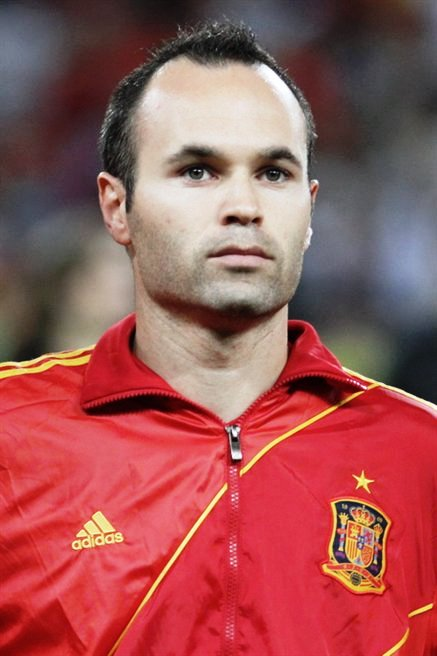
Andrés Iniesta lors de l'Euro 2012.

| Équipe d'Espagne -16 ans (1) :                                       | Équipe d'Espagne -19 ans (1) :                                       | Équipe d'Espagne -20 ans :                                 | Équipe d'Espagne (3) : |
| -------------------------------------------------------------------- | -------------------------------------------------------------------- | ---------------------------------------------------------- | --- |
| - Championnat d'Europe des moins de 16 ans (1) : - Vainqueur : 2001. | - Championnat d'Europe des moins de 19 ans (1) : - Vainqueur : 2002. | - Coupe du monde des moins de 20 ans : - Finaliste : 2003. | - Coupe du monde (1) : - Vainqueur : 2010. - Championnat d'Europe (2) : - Vainqueur : 2008 et 2012. - Coupe des confédérations : - Finaliste : 2013. |

### En Club
| FC Barcelone (32) : | Vissel Kobe (3) : |
| --- | --- |
| - Championnat d'Espagne (9) : - Vainqueur : 2005, 2006, 2009, 2010, 2011, 2013, 2015, 2016 et 2018. - Coupe du Roi (6) : - Vainqueur : 2009, 2012, 2015, 2016, 2017 et 2018. - Finaliste : 2011 et 2014. - Supercoupe d'Espagne (7) : - Vainqueur : 2005, 2006, 2009, 2010, 2011, 2013 et 2016. - Finaliste : 2012, 2015 et 2017. - Ligue des champions (4) : - Vainqueur : 2006, 2009, 2011 et 2015. - Supercoupe de l'UEFA (3) : - Vainqueur : 2009, 2011 et 2015. - Finaliste : 2006. - Coupe du monde des clubs (3) : - Vainqueur : 2009, 2011 et 2015. - Finaliste : 2006. | - J-League Division 1 (1) : - Champion : 2023. - Coupe de l'Empereur (1) : - Vainqueur : 2019. - Supercoupe du Japon (1) : - Vainqueur : 2020. |

### Distinctions personnelles
| 2009 | 2010 | 2011 | 2012 | 2013 | 2014 | 2015 | 2016 |
| ---- | ---- | ---- | ---- | ---- | ---- | ---- | ---- |
| 4e   | 2e   | 4e   | 3e   | 6e   | 17e  | 9e   | 20e  |

- Élu Onze de bronze en 2009
- Élu Onze d'argent en 2010-2011
- Élu meilleur joueur de l'Euro 2012
- Élu meilleur joueur de la finale de l'Euro 2012
- Élu meilleur joueur de la finale de la Coupe du monde 2010
- Élu meilleur joueur de la Supercoupe de l'UEFA en 2011
- Élu Trophée Alfredo Di Stéfano en 2009
- Élu Prix UEFA du Meilleur joueur d'Europe en 2012
- Élu Prix Don Balón récompensant le meilleur joueur espagnol du championnat d'Espagne 2008-2009
- Élu Prix LFP (Liga de Futbol Profesional) du meilleur milieu de terrain offensif de la saison 2008-2009[22]
- Élu meilleur meneur de jeu de l'année en 2012 et 2013 selon l'IFFHS
- Élu deuxième meilleur joueur de la Coupe des confédérations 2013
- Élu troisième meilleur joueur de la Ligue des champions 2008-2009[81].
- Élu troisième meilleur joueur de la Coupe du monde des clubs de la FIFA 2015
- Élu meilleur constructeur de jeu du monde de l'année en 2011 selon l'IFFHS
- Meilleur passeur de la Liga 2012-2013 (16 passes)
- Membre de l'équipe type de la Coupe du monde 2010
- Membre de l'équipe type de l'Euro 2008 et l'Euro 2012
- Membre de l'équipe type de la Ligue des champions de l'UEFA en 2009, 2011, 2012, 2013, 2014, 2015 et 2016
- Membre de l'équipe type de l'année UEFA en 2009, 2010, 2011, 2012, 2015 et 2016
- Membre de l'équipe type de FIFA/FIFPro World XI en 2009, 2010, 2011, 2012, 2013, 2014, 2015, 2016 et 2017
- Membre de l'équipe type européenne de Sports Illustrated en 2011[82]
- Homme du match contre la Russie lors de l'Euro 2008
- Homme du match contre le Chili, le Paraguay et les Pays-Bas lors de la Coupe du monde 2010
- Homme du match contre l'Italie (x2) et la Croatie lors de l'Euro 2012
- Homme du match contre l'Uruguay lors de la Coupe des confédérations 2013
- Homme du match contre la Juventus Turin lors de la Finale de la Ligue des champions de l'UEFA 2014-2015
- Homme du match contre la République tchèque et la Turquie lors de l'Euro 2016

## Vie privée
Andrés Iniesta est marié depuis 2012 avec Anna Ortiz qui est, depuis 2008, sa compagne. Ils ont 4 enfants : Valeria (avril 2011), Paolo (mai 2015), Siena (mai 2017) et Roméo (juin 2019).

## Hommages
- Une rue de son village natal, Fuentealbilla, porte le nom d'Andrés Iniesta depuis le 18 juillet 2008.
- Une pétition a été lancée après la Coupe du monde 2010 pour que le stade Carlos-Belmonte à Albacete soit renommé stade Andrés-Iniesta.
- En décembre 2012, compte tenu du soutien financier et symbolique reçu par le club de l'Albacete Balompié par Andrés Iniesta, la Ciudad Deportiva del Albacete Balompié est rebaptisée en Ciudad Deportiva Andrés Iniesta[84].
- Plusieurs milliers de personnes ont participé le 30 juillet 2010 à l'hommage rendu à Andrés Iniesta à Fuentealbilla où une statue de la Coupe du monde avec le nom d'Andrés Iniesta gravé sur le socle a été inaugurée sur la place de la cité. Un jour avant, c'est à Albacete qu'un autre hommage avait été rendu à Iniesta réunissant là aussi une foule immense.
- Le musée de cire de Barcelone a annoncé en septembre 2010 que la statue d'Andrés Iniesta allait prochainement faire son entrée au musée.
- Le 18 décembre 2010, lors du derby barcelonais au stade Cornellà-El Prat, les supporters de l'Espanyol ovationnent Andrés Iniesta pour son geste en mémoire de Dani Jarque à la Coupe du monde[85].
- Le 21 novembre 2015, lors du Clásico contre le Real Madrid au stade Santiago Bernabéu, Andrés Iniesta réalise un match abouti d'une très grande classe : un but et une passe décisive. À sa sortie, le Barcelonais est ovationné par le public adverse[86], chose extrêmement rare, symbole de l'apport de ce dernier au football espagnol en général.